# HMS Ceylon (30)
«Цейлон» (30) (англ. HMS Ceylon (30) — військовий корабель, легкий крейсер типу «Коронна колонія» однойменного підтипу Королівського військово-морського флоту Великої Британії за часів Другої світової війни.
Легкий крейсер «Цейлон» був закладений 27 квітня 1939 року на верфі компанії Alexander Stephen and Sons, Говань. 30 липня 1942 року він був спущений на воду, а 13 липня 1943 року крейсер увійшов до складу Королівських ВМС Великої Британії.

## Друга світова війна

### 1944
У грудні 1943 року крейсер «Цейлон» прибув на Цейлон, де приєднався до кораблів Східного флоту.
19 квітня 1944 року крейсер узяв участь у повітряно-морській операції з підтримки бомбардування авіаносною авіацією союзників (оперативні групи 69 та 70) важливих цілей — об'єктів нафтової промисловості — на окупованій японськими військами території острову Сабанг (північніше Суматри).
З 16 на 17 травня «Цейлон» залучався до прикриття чергової масштабної військової операції із завдавання ураження японським об'єктам на окупованому острові Сурабая. 6 травня 65-та оперативна група Східного флоту під командуванням адмірала Дж. Сомервілля вийшла з Тринкомалі й попрямувала в бік Голландської Ост-Індії. Одночасно 66-та оперативна група віцеадмірала А. Пауера вийшла з Коломбо.

### 1945
4 січня 1945 року британський флот вдруге провів рейд під кодовою назвою операція «Лентіл» із завдання чергового повітряного удару по нафтових інсталяціях у Пангкалан Брандан.
24 січня 1945 року британці провели черговий наліт у ході операції «Меридіан I» на об'єкти нафтової промисловості в Палембанг.
28 квітня 63-тя оперативна група бойових кораблів союзників вийшла до Андаманських та Нікобарських островів для зачищення прилеглих акваторій від японських надводних сил.
25 липня 1944 року «Цейлон» входив до складу ескортної групи британського флоту, що під командуванням адмірала Джеймса Сомервілля проводила операцію «Кримзон», метою якої було завдавання повітряних ударів по японських аеродромах в окупованих індонезійських містах Сабанг, Лхокнга та Кутараджа, що здійснювалося палубною авіацією з авіаносців в Індійському океані.

## Корейська війна
У 1950—1953 роках крейсер «Цейлон» брав участь у подіях Корейської війни. Виведений зі складу британського флоту в грудні 1959-го та проданий до складу Перуанських ВМС, де був перейменований на BAP «Колонель Бологнезі» (CL-82) у лютому 1960 року.